# 市橋えりな
市橋 えりな（いちはし えりな、1993年10月17日 - ）は、日本の元AV女優。引退直前の所属事務所は、プライムエージェンシー。

## 略歴
2018年2月に着エログラビアでデビュー。
2018年4月にAVデビュー。
2018年2月14日、AV女優によるアイドルユニット「LovelyPops（ラブリーポップス）」の研究生となる。11月27日には正規メンバー（担当カラー:ブルー）に昇格。
2019年9月18日、家庭の事情による引退を発表。LovelyPopsも卒業となり、10月13日・新宿レフカダで卒業ライブを行う。

## 人物
東京都出身。
趣味・特技はDVD鑑賞、テニス、温泉ソムリエ。
16歳の時に通っていた塾の講師とラブホテルで初体験。
AV女優となったきっかけは、生活に刺激が欲しかったこととエッチな世界に興味があったから。20歳の頃からなりたいと思い始め、付き合っていた彼と別れた瞬間に「今しかない」と自ら現所属事務所に応募した。

## 作品

### イメージDVD
- ハックツ美少女 Revolution（2018年2月1日、BAGUS）
- もえみの全力大胆スマイル!（2018年4月30日、CRANE）※「有川もえみ」名義[10]
- おっとりエロス（2018年7月13日、デジプラン）※「寺崎かな」名義
- 続・もえみの全力大胆スマイル!（2018年9月13日、CRANE）※「有川もえみ」名義
- Aが好きです（2019年1月18日、サムバディ）※「島津ひかる」名義[11]
- やっぱりAが好き（2019年3月22日、サムバディ）※「島津ひかる」名義

### アダルトDVD
2018年
- 彼氏の目の前で彼女がイキまくり AV出演ドキュメント!!（4月7日、本中）※「みはる」名義 共演:水城奈緒
- 『神・展・開!!』 8 偶然見かけた「目が奪われる瞬間」に、その後があるとしたら…。（4月27日、MAGIC） 他出演:神宮寺ナオ、速海りん
- 「童貞卒業したい!!」としつこくお願いすると渋々受け入れてくれた姉 いざ挿入してみると相性抜群だったのかアソコをヒクヒク感じまくり! しかも「感じすぎるから騎乗位はダメ!」というので試してみると更に過敏になって高速騎乗位で連続マジイキ!（5月4日、DOC） 他出演:安西ひかり、西野悠、さくらはる
- ザーメンサンプルを欲しがる現役医療系大学院生に生中出し（5月11日、S級素人）※「えりな」名義
- 時間よ止まれ!&媚薬オイルマッサージ寝取られエビ反りSEX 個人撮影版（5月12日、MERCURY）
- 新橋のカフェでバイト中の女子大生・えりなさん 「ドMな私にエゲツない粘質セックスを教えてください…」（5月13日、オーロラプロジェクト・アネックス）
- マジックミラー号 女子○生限定! 豪華撮りおろし2タイトル収録8時間! 田舎&都会で見つけた制服美少女総勢15人全員SEX成功&オール顔射スペシャル!（6月7日、SODクリエイト）※「さとこ」名義 他出演:杠えな、上川星空、真白ここ、豊中アリス、青羽ゆう、さくらひより、二葉あかり、海空花、仁美かなみ、倉木しおり、藤川菜緒、富田優衣、矢野ひなた、沖田里緒
- 童貞チ○コが友達マ○コに挿入されている所を見て欲情する女子大生たち!夢の女友達2人で赤面童貞筆下し!（6月7日、SODクリエイト） 他出演:優月まりな、桜結奈、皆瀬杏樹、高波奈々未、柊木のあ
- 顔出し女子大生限定 マジックミラー壁チ○ポ号 シコってしゃぶって!彼女なら彼チン当ててみてゲーム 4本の壁チ○ポから彼氏のチ○ポを当てたら賞金!ハズレたら寝取り中出し罰ゲーム!!（6月7日、ROCKET）※「ゆき」名義　他出演:あい、るい
- ザ・面接 VOL.158 覚悟して来ました 主婦 婚約を破棄されて 飲食店店員 彼氏と別れたので 事務員 泣きマンもあるで〜（6月20日（レンタル）/8月24日（セル）、アテナ映像） 他出演:福田由貴、美里詩織、永峰みずき、前川いずみ、上川星空、早野いちか、古川祥子
- ついに発見!! 世間から忘れ去られた過疎地でひっそりと営業する究極のちょんの間では時間無制限、中出しオプション標準装備で精子が果てるまで連続射精が体験できるらしい!! 徹底SCOOP!!（7月13日、SCOOP） 他出演:並木杏梨、高嶋ゆいか
- ビックリするほど可愛いジムインストラクターの美尻が無防備過ぎてムラムラ!突き出した大きくて柔らかそうなお尻はボクを誘っているの?しかもジムはいつもガラガラの貸し切り状態!コーチしながら誘うように振る美尻に僕のガマンの限界〜〜!!巷のエッチなインストラクターを徹底SCOOP!!（7月13日、SCOOP） 他出演:宮沢ゆかり、高嶋ゆいか
- シングルファーザーになった僕は子育てに悪戦苦闘!そんな頼りない姿をみかねたのかご近所主婦がママ友になってくれた! 厚意のついでに人妻柔乳にも甘えたらいつしか同情が発情にかわって育ジの合間に●●ちゃんママとヌキ挿しシまくる関係に!! 3（7月13日、SCOOP） 他出演:朝長ゆき、宮川ありさ、黒木いくみ
- 乳首しゃぶらせながら手コキ! 短時間で射精をさせたら、高額賞金GET!（7月26日、SODクリエイト） 他出演:皆野あい、早川瑞希、近藤ゆき、紗藤まゆ、双葉良香、優月まりな、宮村ななこ、真白ここ、水谷あおい、皆瀬杏樹、星川凛々花、高波奈々未、速海りん
- 放課後忘れ物を取りに戻ったら、身体がミシミシ言うほど抱きしめあって濃厚接吻している同級生と女教師を目撃してしまった僕! キスしてるだけなのに腰はクネクネ、まるでセックスしているみたいに股間をこすりつけ合いながらの濃厚キスにソソられ大興奮!同級生が帰った後、気まずそうに教室に入る僕に興奮冷めやらぬ女教師が抱き付いてきて濃厚キス! 「見てたんでしょ?先生さっきのじゃモノ足りないの…」とおねだりされた!!（7月26日、SOSORU×GARCON） 他出演:浅見せな、新垣智江
- 夫の知らぬ間!!応募シロウト人妻 ※勝手にAV発売!!! 背徳人妻たちの願望 1（7月27日、MAD）※「ウチムラ」名義 他出演:浅見せな、小日向和葉
- 箱根湯本温泉で見つけたお嬢さん タオル一枚 男湯入ってみませんか? 歴代ミッションの中からユーザーが選んだ超人気ミッションBEST20 全編撮り下ろし8時間SP!!（8月1日、SODクリエイト） 他出演:桜結奈、柊木のあ、双葉良香、真白ここ、宮村ななこ、優月まりな、高波奈々未、皆瀬杏樹、星川凛々花、速海りん
- 人妻ナンパ自宅中出し×PRESTIGE PREMIUM 欲求不満な人妻4名in世田谷区・品川区・新宿区 17（8月3日、プレステージ）※「市橋」名義 他出演:桜野花梨、菊川みつ葉、水沢美海
- 万引き女子●生バックヤード拘束輪姦 2 万引きをした女子●生を捕まえ、バックヤードに拘束して従業員全員で入れ替わり立ち替わり性的制裁を加えて犯しまくる!（8月7日、アパッチ） 他出演:一ノ瀬恋、西内るな、河音くるみ、今井まい
- 経験豊富な優しい素人人妻が最高の童貞筆おろし 15（8月9日、アイエナジー） 他出演:青木亜樹、高嶋ゆいか、宮川ありさ
- 街角シロウトナンパ! vol.20 お金の為だと割り切って友達同士でSEXしてください!（8月10日、プレステージ）※「ゆうみ」名義 他出演:倉木しおり、妃月るい、栗衣みい、西野悠
- 「ちょっと!閉めてください!?」 浴室の扉を開けたら生着替え中のピチピチ女子に遭遇して思わず…（8月10日、ブリット） 他出演:梨杏なつ、白咲ゆず、篠崎みお
- 魅惑のBODYラインがくっきり!胸・尻・股間にまとわりつくマキシワンピ姿の美女に興奮してしまい…（8月17日、DOC） 他出演:持田栞里、星川凛々花、橋本れいか
- 女子プロレス巨乳トップレスファイト外伝 4 -真田美樹 屈辱の一人だけトップレスマッチ-（8月24日、バトル） 共演:真田みづ稀
- 素人女子大生限定! パンティ素股でカチカチち●ぽがアソコに擦れて赤面発情! クロッチは恥ずかし汁まみれ!そのまま生で擦り合わせて、ヌルヌルワレメに結局つるんっと入って生中出し!! 新レーベル記念特別編! 撮り下ろし極上女子大生6名+シリーズ歴代かわいい子BEST10名（8月24日、赤面女子） 他出演:柳川まこ、瀬名きらり、妃月るい、若月まりあ、河南実里、関根奈美、姫川ゆうな、波木はるか、埴生みこ、清本玲奈、藍奈みずき、大島美緒、江上しほ、跡美しゅり
- 外は灼熱の真夏日なのに部屋のエアコンが故障!?暑さに我慢できずスカートの奥のパンツに扇風機を当ててる“無防備”な制服姿の女の子を見てたら…そりゃあ男なら、我慢できません!（8月27日、MERCURY） 他出演:沖田里緒、西山楓
- 今女子の間でメチャ流行! 男子の乳首を責めてチ○ポをオモチャにする動画のSNS投稿! 学校内で突然ソソる女子に後ろから乳首を摘ままれ悶絶!余りの快楽に抵抗できずにいると…乳首をねっとり責められてチ○ポがビンビンに!そんな姿の動画を撮りながら興奮した女子が思う存分ボクを犯してきて…!?（9月6日、SOSORU×GARCON） 他出演:西内るな、一ノ瀬恋
- 温泉旅館にアルバイトで来た地元の女子たちが無防備なスクール水着でウブ尻プリプリさせて風呂掃除をしているのを目撃してしまった!ボクが覗きながらフルボッキしているのもバレてしまい全員から順番に金玉からっぽになるまで襲われた!（9月7日、h.m.p） 共演:星空もあ、沖田里緒、西山楓
- 今日も義父に玩具にされて…（9月7日、光夜蝶）
- 恥ずかしい肉となじって下さい（9月7日、NON）
- 性欲中枢正常化病棟 ナースの実録カルテ（9月14日、BAZOOKA） 共演:花咲いあん、碧しの
- 美人トップセールスレディ、陵辱奴隷堕ち。 私、脅迫されてます（10月5日、光夜蝶）※「えりな」名義
- 健康診断にやってきた生理前の巨乳女子●生にイタズラしまくって中出ししちゃいました。（9月19日、アパッチ） 他出演:星咲伶美、新垣智江、持田栞里、涼海みさ
- 自由奔放な姉が、極度な潔癖症の僕を治してアゲル♪と、童貞のチ●ポを唾まみれにしてシャブリついて、馬乗りでマ●コに入れ激しく振るもんだから気が狂いそうになりながら青臭いザーメンがたくさん出て自分を汚してしまった件（10月5日、NON） 他出演:今井麻衣、永井みひな、水川かずは、真白ここ
- マジックミラー号 灼熱のビーチで見つけた水着美女限定“おっぱい祭り” ちっぱいからデカパイまで! この夏で特に美乳だった15名全員とSEX大成功! ALLおっぱい発射 8時間スペシャル!（10月11日、SODクリエイト） 他出演:星川凛々花、水原乃亜、吉良いろは、小谷みのり、高波奈々未、梨杏なつ、涼海みさ、持田栞里、海空花、柊木のあ、西山楓 ほか
- AVに出演した素人をナンパして中出しプライベートSEX。 堂々とハメ撮りして勝手に発売!!（10月12日、S級素人） 他出演:橋本れいか、碧しの
- 一般男女ミニタリングAV タクシードライバー全面協力企画 飲み会帰りの社会人男女がタクシーの中に2人っきりで取り残されたら理性と性欲どっちが勝つのか路上検証! お酒の勢いと薄暗い車内で身体が触れ合い火照ってしまった同僚同士はコンドームが無い状況でも我慢できずに全てを忘れて中出しセックスしてしまうのか!?（10月19日、ディープス） 他出演:美咲かんな、相澤ゆりな ほか
- SUPERパックリまんこアップ4時間SP vol.9（10月19日、サルトル映像出版） 他出演:優梨まいな、朝長ゆき、沖田里緒、桐谷なお、石川華、橘メアリー、宮川ありさ、大谷みれい、春菜はな、ともえ、峰ゆり香
- フレッシュ人妻ノンフィクション絶頂ドキュメンタリー!! 元高校教師の絶倫文系人妻 えりなさん 28歳（10月25日、マドンナ）※「えりな」名義
- 浮気するあなたにもう一度振り向いて欲しいから今日私は他人に抱かれます（12月1日、AV）※「石橋えれな」名義
- 恨みを買った女子が、拘束されて見覚えのない男に何度もハメられ反応がなくなるまでイカされる一部始終（12月7日、お夜食カンパニー）
- 黒パンスト破かれ着衣性交!! 面接と称して面接官の性癖を強要されるデカ尻敏感娘（12月7日（セル）、LEO） 他出演:星奈あい、玉木くるみ
- 保健室に来た元気ハツラツ発育途中のローリータ部活女子がエロ目的で勤務している中年メタボおやじのマッド保健師の策略によってマッサージと称して全身を愛撫ほぐし!魔の手は遂にお股まで到達して執拗にマ○コ周りをイヤらしい手付きでマッサージ!だんだん気持ち良くなってきたむっちりマ○コをこじ開け膣奥の子宮手前のポルチオをじっくりと所々緩急をつけながら徹底的に性感開発!絶頂快楽でオチ○ポ受け入れ準備万端なオマ○コ目掛けブルブルローター性具を装着した神チ○ポをずっぽし挿入!（12月19日、ぐりーんあっぷる）
- ドキュメンTV×PRESTIGE PREMIUM 家まで送ってイイですか 25（12月21日、プレステージ）※「ゆま」名義 他出演:星奈あい、矢吹静菜、桐谷なお
- へべれけ水着美女をガチナンパ! テキーラごっくん泥酔ムチャ出しセックス!! 飲めば飲むほど感じやすくなった敏感マ○コをイってもイっても猛追ピストン連続生中出し合計20発!!（12月21日、DOC） 他出演:神谷充希、皆月ひかる、茜はるか
- 人妻限定! 個室相席ラウンジで盛り上がったエロママ2人組とラブホで2次会! ノリノリでハグチューしてたらまたまた一気に泥酔乱交パーティーしちゃいました!! Vol.2（12月25日、ナンパJAPAN）※「さとみ」名義 共演:紺野ひかる　他出演:凛音とうか、工藤まなみ

2019年
- 耳穴発射 鼓膜でザーメン受け止めて!（1月20日、抜群） 他出演:通野未帆、今井まい、香苗レノン、かさいあみ、椎葉アリス
- アナウンサー志望の就活女子大生がパンスト固定バイブ面接!! うねりの止まらないバイブを挿入され赤面淫語アナウンス!（2月1日、DOC） 他出演:神谷充希、皆月ひかる、茜はるか
- 100万×中出し 女が欲しいのは愛かお金か中出しか!!? AV女優37人の新感覚中出しサバイバル!!（2月1日、本中） 共演:蓮実クレア、玉木くるみ、宮村ななこ、美浦あや、涼南佳奈、伊東紅蘭、悠月アイシャ、希咲あや、南なつき、星あんず、児玉るみ、加藤あやの、中尾芽衣子、山咲まなつ、水嶋アリス、初美りん、紺野ひかる、明里ともか、浜崎真緒、花咲いあん、生田みく、西山楓、美谷朱里、河南実里、倉科もえ、今井ゆあ、藍色りりか、海空花、前田あこ、岡部玲子、向井藍、新村あかり、愛咲りんか、橘メアリー、ふわり結愛、乙坂広菜　※AV OPEN 2018 企画部門エントリー作品
- 元祖 時間よ止まれ! 〜いつでもどこでもハレンチ天国〜 パート3（2月1日、V&R PRODUCE） 共演:桜木優希音、水原乃亜、紗々原ゆり、松下美織、紗凪美羽、沖田里緒、川崎亜里沙、桃瀬ゆり、緒川琴美　※AV OPEN 2018 マニア・フェチ部門エントリー作品
- 一般男女モニタリングAV 2人っきりの密室で男女の友達同士が性のお悩み相談 大学で一番可愛い女子大生とデカチンすぎて断られ続けて未だに童貞の男友達が筆おろしミッションに挑戦! 3 彼氏よりも大きいチ○ポに驚きながらも好奇心で優しく受け入れたオマ○コは即座に大絶頂! イッても止まらない抜かずの童貞がむしゃら巨根ピストンで何度ものけぞりイキ 合計58回!!（2月7日、ディープス）
- 突然のゲリラ豪雨で駐輪場で雨宿りしているずぶ濡れの同級生の透け透けの下着に興奮して、我慢できなくなったボクは何度もイキ続けるほどハードピストンでイカセ続け、最後は中出しまでしてしまいました。（2月7日、アパッチ） 他出演:深田結梨、沖田里緒、持田栞里、星川凛々花
- 快楽のとりこ（2月13日、S-Cute） 他出演:桐山結羽、梨杏なつ、梨々花
- 超密着!イチャLOVEプロレス（2月20日、抜群） 他出演:香苗レノン、水野朝陽、宮崎あや、西野美幸
- 完全撮りおろし！主観フェラ抜き体験8時間Vol.5（2月25日、オーロラプロジェクト・アネックス） 共演:星奈あい、美谷朱里、枢木あおい、山井すず、愛里るい、星咲伶美、秋吉花音、新村あかり、七瀬萌、成海さやか、白鳥すず、涼宮琴音、若月まりあ、永井みひな、七海ゆあ、ひなた澪、川崎舞莉、香苗レノン、さくらはる、妃月るい、日々輝ここの、仲里かすみ、高成一寧、矢吹静菜、阿部栞菜、あまね弥生、悠木美雪、美咲まや、桐山結羽、広瀬みお、和久井こなつ、美咲ヒカル、河合向日葵
- あどけない美少女をホテルに連れ込みイチャイチャハメ撮りSEX!エッチに興味津々過ぎて、スケベな姿を撮られてるのにエロエロモード全開で感じまくり（3月1日、S-Cute） 他出演:上川星空、今井麻衣、南なつき、春乃いのり
- ギチギチ緊縛 猿轡を噛まされうめき声をあげる女達2（3月7日、シネマジック） 他出演:沖田里緒、七海ゆあ、織田真琴、新垣ことり、倉持ひろな、乃木ちはる、南涼、月宮こはる
- マゾ乳首収容所3（3月8日、REAL） 他出演:沖田里緒、若月みいな、七海ゆあ、西田カリナ
- 起きてるとバレると何されるかわかんないから必死で気絶したフリしてる女にそうとは知らずいたずらして中出し2（3月8日、REAL） 他出演:優月まりな、沖田里緒、世羅百合花、高梨りの、一条綺美香、織田真琴、桑田みのり
- 生撮 レズビアン温泉旅行01（3月29日、ゴーゴーズ） 共演:沖田里緒
- 父が再婚して突然できた思春期女子○生の妹は僕のチ○コに興味津々!チ○コを奪い合う勃ちっぱなしハメっぱなしイキっぱなし中出し大乱交! (4月25日、アイエナジー） 共演:成沢めい、水嶋アリス
- マジックミラー号 ロケ史上最強の素人エロギャル軍団が到来!「あー!この車知ってる!」ミラー号を知っていたギャル達は近くの男のパンツを脱がし、自慢のフェラ&騎乗位テクを勝手に披露!友達も呼び出し勝手に大乱交!（5月9日、SODクリエイト） 共演:夏目マリ、宮崎遥、霜月るな、美咲まや
- ヒロイン凌辱Vol.117 美聖女戦士セーラーディアナ 市橋えりな（5月10日、GIGA）
- 本気（マジ）口説き ナンパ→連れ込み→SEX盗撮→無断で投稿 イケメン軟派師の即パコ動画 21（5月10日、プレステージ）※「えりな」名義
- 遠隔調教 スマホのタップが女体に連動 強●発情するマゾ牝達（5月14日、カリマンタン） 他出演:沖田里緒、織田真琴、小川ひまり
- J○のムチムチした黒パンスト姿に発情してしまった俺2 (6月6日、アキノリ) 他出演:向井藍、沖田里緒
- DID 誘拐・監禁・着衣緊縛・猿轡 拘束され絶望するヒロインたち5（6月7日、シネマジック） 他出演:沖田里緒、桜咲姫莉、美浦あや、新垣ことり、雪奈真冬、南涼、神楽アイネ、MIRANO、乃木ちはる、小川ひまり
- ヒロイン討伐Vol.87 新星戦隊リュウセイジャー リュウセイピンク（6月14日、GIGA）
- 脳みそバグったエロカワ娘とイキまくりのハメ狂い中出し性交（6月19日、チキチキカマー）
- 女子○生の日常は超大胆! 彼氏とのイチャラブ青姦・放尿・オナニー（9月12日、アキノリ） 他出演:向井藍、沖田里緒、皆野あい、上川星空、葉月もえ、倉木しおり
- 近隣トラブルは媚薬スプレーで一発解決!?怒りから突然メス顔に豹変して生挿入中出し懇願する美人妻たち!!（8月9日、プレステージ） 他出演:三島奈津子、星空もあ
- 100万×中出し 完全版 AV女優37人のガチンコ中出しサバイバルの裏側全部見せます!!（8月25日、本中）
- 完全着衣 レオタード 新体操部員はフェラが好き (9月12日、アキノリ)
- 「まだ勃ってるじゃん」と言って2回目を求める奥さん (9月12日、アキノリ) 他出演:森沢かな、加藤ももか
- 美女の唾液を味わう特濃ベロキス手コキ(9月12日、アキノリ) 他出演:星あめり、大浦真奈美、倉木しおり、葉月もえ、上川星空、森沢かな、黛ユイ、美咲かんな、明海こう
- 素人ナンパでセンズリ鑑賞4 見るだけでいいんです!だからちょっと僕のチ●ポ見てもらえませんか?（10月7日、かぐや姫Pt） 他出演:あけみみう、逢沢りいな、茜はるか、稲場るか、高槻れい、倉多まお、大槻ひびき
- 無意識に透けブラパンしている部活マネージャーに手を出しちゃった俺（10月24日、アキノリ） 他出演:藤井林檎、みひな
- 同窓会で会った初恋の女はむっちむっちエロボディーの人妻になっていた!夫とHしてないスケベなカラダ持て余し僕の勃起チ○コ握りしめ「ここでヤッちゃおーよ」みんなの居る横でこっそりハメてお漏らし汁だく!（11月7日、SWITCH） 共演:星空もあ、今井まい、真田みづ稀

- 三世代近親相姦（12月19日、グローリークエスト） 共演:羽月希、緒方泰子、雪美千夏

2020年
- ディープキス手コキ（12月19日、グローリークエスト） 他出演:星川凛々花、羽月希、篠崎みお、加藤あやの、涼南佳奈、青木玲、倉木しおり

### アダルトVR
2018年
- セクシー美女インストラクターのプライベートレッスンSEX!（5月11日、KMPVR）
- 女装子になって女性専用シェアハウスに潜入VR（9月28日、変態紳士倶楽部）共演:相沢夏帆、石川祐奈

2019年
- 痴女看守達が君臨する夢のどスケベ刑務所（4月17日、KMPVR） 共演:蓮実クレア、御坂りあ、葉月もえ
- 顔騎天国（4月27日、KMPVR） 他出演:南梨央奈、有栖るる、松井美羽、雪奈真冬、枢木あおい、天音優莉、伊藤菜桜、御坂りあ、夢咲ひなみ
- 可愛すぎるJ●たちがオナニーサポート＆JOI!!（5月24日、KMPVR） 他出演:夢咲ひなみ、加藤ももか、有栖るる、茜はるか
- 兄貴が一泊二日の出張中、居候のボクは兄貴の嫁と無我夢中でヤりまくった 市橋えりな（5月28日、KMPVR）
- よく利用してたデリヘル嬢が、隣に引っ越してきた!!普段は当然本番禁止!サービスも素っ気なかったくせに、旦那にバレたらまずいとばかりになんでも言うことを聞く変態妻に変貌 市橋えりな（6月21日、KMPVR-彩-）
- 女子校生ディルドオナニーVR（5月24日、KMPVR） 他出演:夢咲ひなみ、加藤ももか 有栖るる、渚みつき、有村のぞみ、七海ゆあ、茜はるか
- 長尺VR 時間停止VR ～あのストップウォッチを手に入れた友達と僕は、委員長もガリ勉もクラスのマドンナもやりたい放題～（7月24日、TMAVR） 共演:七海ゆあ、南涼、神楽アイネ、姫百合紬、竹内真琴、星空もあ、井上愛唯
- メコスジVR（7月24日、TMAVR） 他出演:あゆみ莉花、沖田里緒、夏原唯、冴月紗奈、桜梨乃、新垣ことり、真弓由香利、雪白いずみ、姫百合紬、矢野ひなた、杠葉ルナ

2020年
- コタツで勉強している彼女の蒸れたパンティ、匂い立つ紺ソックスに大興奮した僕!我慢できずマンコいじると溢れ出る愛液!1m以内にいる母に隠れて悶絶中出しSEX! 市橋えりな（1月18日、V&R PRODUCE）
- 家政婦呼んだらまさかのスク水ニーハイ姿のプリ尻娘が!ハミ出る尻肉!足に張りつくニーハイに興奮した僕は我慢できずフル勃起!責任を感じたのかベロキス/耳舐め/ニーハイ脚コキ/濃厚フェラの挙句、騎乗位でチ○ポ挿入!激しい腰振りで… 市橋えりな（2月12日、V&R PRODUCE）

## 出演

### テレビ
- ラブリーポップスのラブポの時間ですよ3　友旅女子編（2019年7月1日、エンタ!959）[12]

### ネット配信
- 江戸むらさきの茶碗蒸し #53（2017年12月8日、ニコジョッキー）
- 市橋えりなと沖田里緒の本気も本気!（2018年3月26日 - 、ニコジョッキー）

### イベント
- TIFもハジける！スパークリングNIGHT!!（2019年8月2日、TOKYO IDOL FESTIVAL 2019内 特設会場）[13]ラブリーポップスとして
- プライム学園高等部 球技大会2018 秋（2018年11月6日、リアクション柏）[注 2]

### 舞台
- SOD女子社員×三栄町LIVE『女子社員演劇倶楽部～来るなサンSyain〜』（2019年8月20日 - 25日、三栄町LIVE STAGE） - SOD女子社員 役[17]

## 雑誌
- 週刊大衆 2018年4月9日号（双葉社） - グラビア「アイドル・市橋えりな「初出しおっぱい」」